# Lista de fomes na Etiópia
Tradicionalmente a economia da Etiópia é baseada na agricultura de subsistência. Devido um certo numero de causas, os camponeses não possuem incentivos adequados tanto para melhorar a produção como para armazenar os excessos das colheitas. Como resultado, eles vivem de colheita para colheita.
Apesar da extensiva modernização da Etiópia nos últimos 120 anos, ainda em 2006 a maioria da população era de camponeses vivendo de colheita para colheita,  vulneráveis às falhas na colheita.
| Ano                          | Descrição |
| ---------------------------- | --- |
| Primeira metade do século IX | Seguido de uma epidemia |
| 1535                         | Fome e epidemia na Região Tigré. Como descrito em Futuh al-Habasha, esta fome devastou o exército do Imame Ahmad Gragn: "Quando eles entraram em Tigré, cada muçulmano tinha cinquenta mulas; alguns chegavam ter cem. Quando eles foram embora, cada um tinha uma ou duas mulas."(Paul Lester Stenhouse translator, The Conquest of Abyssinia [Hollywood: Tsehai, 2003], p. 367) Entre os mortos estava o filho mais novo do Imame, Ahmad al-Nagasi.                    |
| 1540                         | Testemunhos contemporâneos descrevem essa fome como "pior da fome que ocorreu nos tempos da destruição do Segundo Templo" (Pankhurst). |
| 1543                         | Pankhurst não provê detalhes. |
| 1567 - 1570                  | Fome em Harar, combinado com praga e a expansão Oromo. Nur ibn Mujahid, Emir de Harar morreu. Como J. Spencer Trimingham descreve, "O Emir Nur fez tudo possível para ajudar seu povo se recuperar, mas após todas tentativas o Oromo viria novamente como grilhos e destruir o país, e o próprio Nur morreu (975/1567-8) da pestilência que se espalhou durante a fome."(Islam in Ethiopia, p. 94)                                                                      |
| 1611                         | Chuvas pesadas deste ano e frio extremo causou falhas generalizadas na colheita das províncias do norte. Neste mesmo ano, uma praga chamada metita também atingiu a Etiópia. |
| 1623                         | Fontes jesuítas. |
| 1634/1635                    | Testemunhos sobre peste em Tigré em 1633-1635. Uma epidemia de kantara ou fangul (cólera) também atingiu Dembiya, se espalhando para Tigré. |
| 1650                         | Pankhurst não provê detalhes. |
| 1653                         | Epidemia de kabab |
| 1678                         | Custo dos grãos aumentou; isto levou à morte muitas mulas, cavalos e burros. |
| 1700                         | Está talvez seja a fome que atingiu Shewa entre os reinos de Negasi Krestos e Sebestyanos mencionado por Donald Levine (Wax and Gold, p. 32). |
| 1702                         | Camponeses morrendo de fome imploraram ao Imperador Iyasus I da Etiópia, dizendo que se ele não os alimentassem, morreriam. Em resposta, o Imperador e seus nobres alimentaram um numero incontável de destituídos em dois meses. |
| 1747/1748                    | Fome atribuída à peste nas Crônicas Reais. Houve também uma febre epidêmica (gunfan), possivelmente um tipo de gripe, em 1747. |
| 1752                         | Remedius Prutky, residindo em Gondar, ignora a fome. |
| 1783                         | Fome chamada de "minha doença" (həmame) nas Crônicas Reais. |
| 1789                         | Fome atinge "todas as províncias". |
| 1796                         | Esta fome é particularmente séria em Gondar, pestes são as prováveis culpadas. |
| 1797                         | Das Crônicas Reais. |
| 1800                         | Soldados morrem em campanha devido a fome. |
| 1829                         | Fome em Shewa, seguido pela cólera em 1830. |
| 1835                         | Seca, levando para fome e a "grande mortandade" por toda Shewa e possivelmente Eritreia. |
| 1880 - 1881                  | Praga no gado (1879) se espalha da região do Sultanato de Adal, causando fome até o oeste em Begemder. |
| 1888 - 1892                  | Rinderpest introduzido da Índia mata aproximadamente 90% do gado. Falta de chuvas desde 16 de novembro de 1888 levou a fome todas menos as províncias no extremo sul; Infestação de grilos e lagartas destruiu as lavouras em Akkele Guzay, Begemder, Shewa e em torno de Harrar. Condições pioraram com uma epidemia de cólera, febre tifóide e uma grande epidemia de varíola em 1889. As condições forçaram a coroação de Menelik II da Etiópia ser um evento quieto. |
| 1913 - 1914                  | Fome nas províncias do norte. |
| c.1929                       | Fome entre os Yejju Oromo, que levou à revoltar populares quando os coletores de taxas se negaram baixar as taxas. |
| 1958                         | Fome em Tigré matou 100.000 pessoas. (Bahru Zewde, A History of Modern Ethiopia: 1855-1974 [London: James Currey, 1991], p. 196.) |
| 1966                         | Fome em Wollo afeta alguns distritos. (Bahru Zewde, p. 196.) |
| 1973                         | Fome volta para Wollo, se espalha pelas províncias do norte; levou ao fim do governo Imperial e o inicio do governo socialista Derg. |
| 1984 - 1985                  | Ver Fome de 1984-1985 na Etiópia. |